# 印第安座
印第安座是南天的一个星座，其代表物是美洲的印第安人。为彼得·德克斯宗·凱澤和弗雷德里克·德·豪特曼在1595-1597年巡航南半球，观测和创立的12星座之一，1603年首次出现在拜耳的《测天图》中。

## 有独立名字的星
- （印第安座α）3.11 波斯人（又称Al Nair，参见天鹤座α）
<  النائر  an-na´ir = 明星
- （印第安座ε）4.69 –距地球最近的天体之一（11.82光年）;有一个棕矮星伴星。

### 拜耳命名法中的星
- 印第安座β 3.67; 印第安座γ 6.10; 印第安座δ 4.40; 印第安座ζ 4.90; 印第安座θ 4.39; 印第安座η 4.51; 印第安座ι 5.06; 印第安座κ 5.62 + 6.13; 印第安座μ 5.17; 印第安座ν 5.28; 印第安座ο 5.52; 印第安座π 6.17; 印第安座ρ 6.04 –有一个行星